# 緋の纏
『緋の纏』（ひのまとい）は乾みくによる漫画。既刊10巻。
コミックZERO-SUM増刊WARD（一迅社）に連載されていたが、作者の体調不良により2014年9月で休載。その後、2015年5月16日発売の第45号を以て掲載紙が休刊となっている。身分を隠した武家の子息がひょんなことから江戸火消し「く組」の一人に助けられ、江戸の一般庶民の生活を送る、一種の貴種流離譚である。